# SQL-92
SQL-92 — третья версия языка запросов к базам данных SQL. В отличие от стандарта SQL-89, третья версия стала весьма существенным обновлением языка. За исключением некоторых мелких противоречий, стандарт SQL-89 практически полностью совместим со стандартом SQL-92.

## История
Первый международный стандарт языка SQL был принят в 1989 г. (он получил соответствующее обозначение SQL/89), и подавляющее большинство СУБД начала 90-х объявили о поддержке этого стандарта. Однако у этого стандарта выявились недостатки, а именно: очень многие важные свойства языка стандарт устанавливает как определяемые в реализации или зависимые от неё. Это дало большой простор к расхождениям между различными реализациями SQL. Во-вторых, некоторые практически важные аспекты языка вообще не упоминаются в стандарте SQL/89. К ним прежде всего относятся правила встраивания языка SQL в язык программирования Си и так называемый динамический SQL. В результате производители СУБД реализовывали собственные механизмы, причём малосовместимые друг с другом. Это привело к тому, что сложилась ситуация, когда код одной СУБД, соответствующей стандарту SQL/89, оказался непереносим на другую СУБД, также соответствующую стандарту SQL/89.
В целях устранения недостатков стандарта SQL/89, в конце 1992 г. был принят новый международный стандарт языка SQL (SQL/92). Он также оказался не лишён огрехов, но всё же являлся существенно более точным и полным, чем SQL/89. SQL/92 не только восполняет недостатки SQL/89, но содержит также много новых свойств.

## Основные отличия от SQL/89
В новом стандарте появилась возможность использования типа данных символьных строк переменной длины (то есть при спецификации столбца указывается предельно допустимый размер хранимой строки в символах, а реально в базе данных хранится ровно столько символов, сколько их ввёл пользователь), введены типы данных битовых строк постоянной и переменной длины (как они реально хранятся в базе данных—в стандарте не определяется), стандартизованы типы данных для работы с датой и временем: DATE (дата), TIME (время) и INTERVAL (временной интервал).
При создании схемы базы данных (впоследствии можно изменить) можно определить особенности национального набора символов, включая правила упорядочения, при этом могут определяться наборы символов, используемые как в хранимых текстовых строках, так и в идентификаторах.
В новом стандарте появилась возможность создавать хранимые и представляемые таблицы и задавать или удалять привилегии доступа при помощи операторов (CREATE TABLE, CREATE VIEW, GRANT, REVOKE) в любой момент времени в любой транзакции вне оператора определения схемы. Появились операторы уничтожения таблиц (DROP TABLE и DROP VIEW), которые также можно выполнять внутри любой транзакции (при наличии соответствующих привилегий). Также впервые определён оператор ALTER TABLE, позволяющий динамически изменять характеристики ранее созданной таблицы (в частности добавлять к ней новые столбцы).

## Список нововведений
- SQL Agent
- Новые типы данных: DATE, TIME, TIMESTAMP, INTERVAL, строковый тип BIT, строковый тип VARCHAR, а также строки NATIONAL CHARACTER.
- Поддержка дополнительных наборов символов помимо необходимых для представления SQL-запросов.
- Новые скалярные операции, например, конкатенация строк, математические операции с датой и временем, поддержка условий.
- Новые операции с наборами, например, UNION JOIN, NATURAL JOIN, поддержка проверки различия в наборах, пересечение наборов.
- Поддержка изменения определений схем за счет использования ALTER и DROP.
- Встроенная поддержка языков Си, Ада и MUMPS.
- Новые возможности пользовательских прав.
- Новая функциональность проверки целостности данных, например, CHECK-ограничение.
- Новые определения схем для «информации».
- Динамическое исполнение запросов (в отличие от заранее подготавливаемых).
- Улучшенная поддержка удалённого доступа к базам данных.
- Временные таблицы.
- Уровни изолированности транзакций.
- Новые операции приведения типов данных «на лету» при помощи функции CAST.
- Динамические курсоры.
- Обратная и будущая совместимость с прочими стандартами SQL.
- Call Level Interface